# Maverick (compañía)
Maverick fue una compañía de entretenimiento estadounidense fundada en 1992 por Warner Music Group y dirigida por la artista Madonna, junto con Frederick DeMann y Veronica «Ronnie» Dashev. La empresa abarcaba un sello discográfico (Maverick Records), una productora de cine (Maverick Films), la publicación de libros, una editora musical, un sello discográfico de música en español y latina (Maverick Música) y una productora de televisión.
Los primeros lanzamientos de la compañía fueron la publicación del coffee table book de Madonna titulado Sex en 1992 y su álbum de estudio Erotica, que se lanzaron simultáneamente. El libro, notablemente, generó duras críticas hacia Madonna, a pesar de que su intención era ser leído como un «diario poético» erótico e irreverente, con fotos artísticas en blanco y negro de estilo vintage, narrando aventuras románticas ficticias.
El periodista y biógrafo J. Randy Taraborrelli consideró a Maverick Records como una «anomalía», ya que Madonna fue una de las primeras artistas femeninas en dirigir un sello discográfico real y una de las pocas mujeres en administrar su propia empresa de entretenimiento.
En 1998, DeMann vendió su parte de la compañía por un monto estimado de 20 millones de dólares. Guy Oseary aumentó su participación en la empresa y asumió el control como presidente y director ejecutivo, lo que significó que Madonna ya no era la cabeza de Maverick. Madonna y Dashev se retiraron en 2004 tras una demanda entre Maverick y Warner Music Group, en la que Maverick acusó a Warner de no proporcionar fondos suficientes para competir con otros sellos más grandes por artistas musicales. Desde 2009, el sello ha estado inactivo; algunos de sus artistas fueron transferidos directamente a Warner Bros. Records. En 2014, la marca fue revivida como una agencia de talentos, fundado por Oseary en asociación con Live Nation Entertainment.

## Historia
El nombre de la empresa Maverick se deriva de las letras del nombre de Madonna (MAdonna VEronica) y de las últimas del nombre de su entonces representante (FredeRICK DeMann). 
En su lanzamiento, la compañía tenía subsidiarias de un sello discográfico, edición musical, para televisión, cine, merchandising, y publicaciones de libros. Madonna, junto a Time Warner, partieron de un acuerdo de 60 millones de dólares. A la cantante le correspondía el 20% de las regalías, que era en ese entonces una de las tasas más altas de la industria, e igualó en ese momento la tasa de regalías de Michael Jackson con Sony un año antes. Los primeros lanzamientos de la empresa fueron el libro de 1992 Sex y el álbum Erotica, ambos lanzamientos autoría de Madonna, que generaron grandes controversias en el mundo.

### Maverick Records
La división de la compañía, Maverick Records, empezó con su primer lanzamiento del disco de Madonna, Erotica. También hay artistas que tuvieron éxito como Alanis Morissette, Michelle Branch, The Prodigy, Candlebox y la banda Deftones. El sello también publicó las bandas sonoras para The Wedding Singer, Jackie Brown y The Matrix, que resultaron tener éxito comercial.

## Lista de artistas
- Deftones
- Madonna
- Britney Spears
- Miley Cyrus
- Avril Lavigne
- Alicia Keys
- Lily Allen
- Paul McCartney
- Pharrell Williams
- Lil Wayne
- T.I.
- U2
- OneRepublic
- Jason Aldean
- Arcade Fire
- Jill Scott
- The Roots
- Rascal Flatts
- Soundgarden
- Lykke Li
- G-Eazy
- Marina and the Diamonds
- Monsta X

## Historial de empresas asociadas y subsidiarias
- Maverick Recording Company — compañía discográfica operada por Warner Bros. Records (1992-2007)
- Maverick Films — productora cinematográfica (1992-2009)
- Maverick Música — división latina de Maverick Records
- Maverick Books — editorial de libros
- MadGuy Television — productora de televisión
- MadGuy Films — productora de televisión y cine
- Maverick Music — división editorial